# Psecas
Psecas is een geslacht van spinnen uit de familie springspinnen (Salticidae).

## Soorten
De volgende soorten zijn bij het geslacht ingedeeld:
- Psecas bacelarae Caporiacco, 1947
- Psecas barbaricus (Peckham & Peckham, 1894)
- Psecas bubo (Taczanowski, 1871)
- Psecas chapoda (Peckham & Peckham, 1894)
- Psecas chrysogrammus (Simon, 1901)
- Psecas cyaneus (C. L. Koch, 1846)
- Psecas euoplus Chamberlin & Ivie, 1936
- Psecas jaguatirica Mello-Leitão, 1941
- Psecas pulcher Badcock, 1932
- Psecas rubrostriatus Schmidt, 1956
- Psecas sumptuosus (Perty, 1833)
- Psecas vellutinus Mello-Leitão, 1948
- Psecas viridipurpureus (Simon, 1901)
- Psecas zonatus Galiano, 1963